# Saskatchewan (tartomány)
Saskatchewan tartomány Kanadában, egyike a három préri tartománynak az ország déli-középnyugati részében.
A hetedik legnagyobb a kanadai tartományok és territóriumok közt: területe a szárazföldön 588 277 km², édesvizeivel együtt 651 036 km².
Népessége a kanadai statisztikai hivatal 2008 januári becslése szerint 1 006 644 fő, ezzel a hatodik legnépesebb kanadai tartomány, Manitoba után.
A saskatchewaniak nagy része a tartomány déli részében él, közülük 202 ezren a tartomány legnagyobb városában, Saskatoonban, 180 ezren pedig a tartományi főváros Reginában. Más nagyobb városai, a népesség sorrendjében: Prince Albert, Moose Jaw, Yorkton, Swift Current, North Battleford. Itt található Esterhazy.
A tartomány nevét a Saskatchewan folyóról kapta. A folyó neve a krí kisiskāciwani-sīpiy szavakból ered („gyors folyású folyó”).

## Földrajza
A tartomány nagyjából téglalap alakú; oldalait szélességi és hosszúsági körök mentén húzták meg. Keleti határa a 19. század végi kiigazítás miatt kidudorodik. Ekkor ugyanis Nyugat-Kanada területeit mezőgazdasági és egyéb célokra egy négyzetmérföldes szekciókra bontották. Saskatchewan az egyetlen kanadai tartomány, amelynek egyetlen határát sem földrajzi fizikai elemek (pl. folyó stb.) alapján állapították meg. Egyike annak a két tartománynak, amelynek nincs tengerpartja (a másik Alberta).
Nyugati szomszédja Alberta, északon az Északnyugati területek, keleten Manitoba, délen pedig az Amerikai Egyesült Államok két tagállama: Montana és Észak-Dakota.

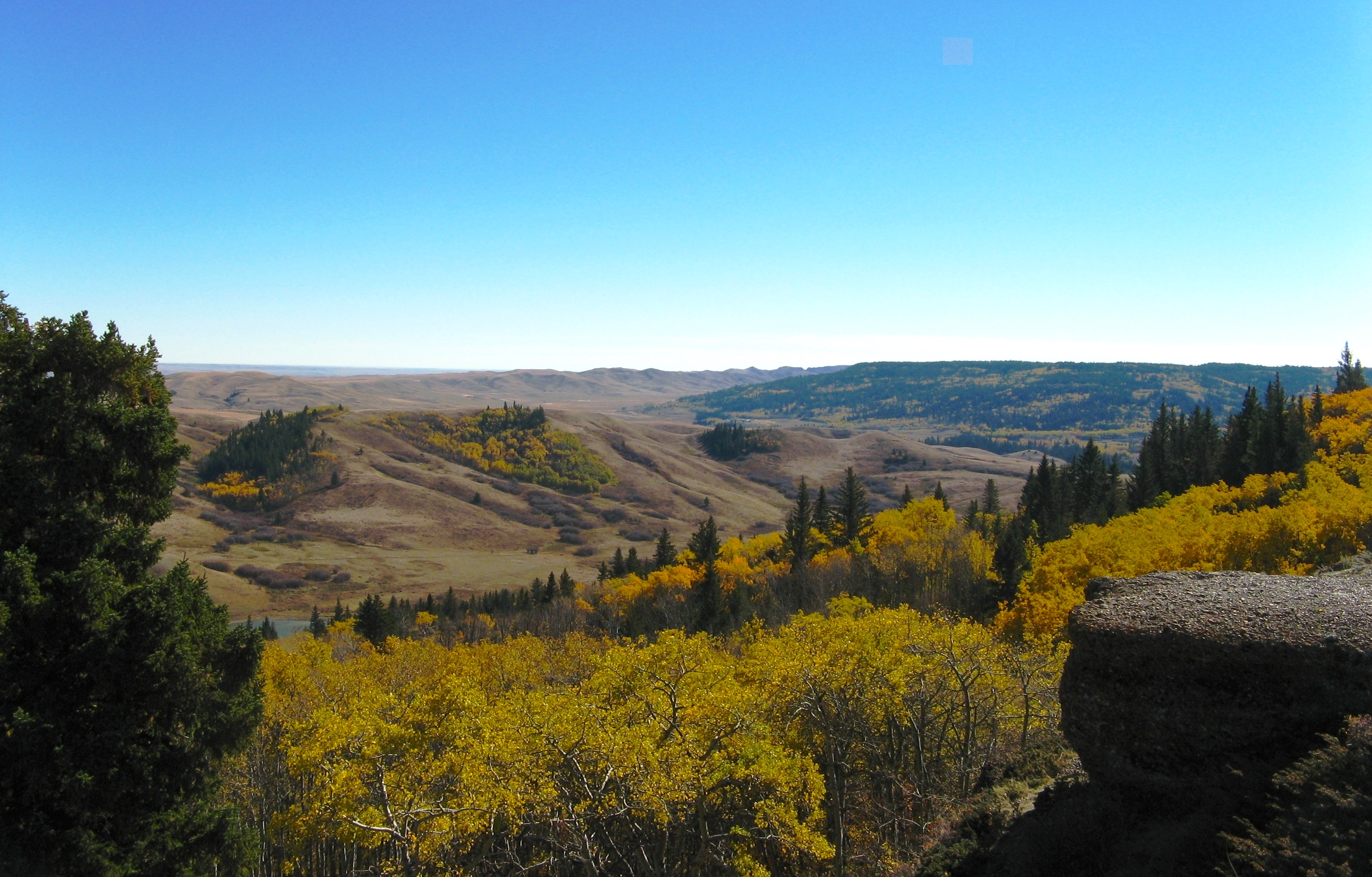
Látkép a Ciprus-dombságban.

Két fő természetes régiója északon a kanadai pajzs, délen a Belső-alföldek. Észak-Saskatchewant jórészt boreális erdő borítja, kivéve az Atapaszka Homokdűne Tartományi Park sajátos területeit az Atapaszka-tó déli partján. Ezek a világ legnagyobb aktív homokdűnéi az 58°-tól északra. Dél-Saskatchewanban is van egy homokdűnés terület, a Nagy Homokdombok több mint 300 négyzetkilométert foglalnak el. A tartomány délnyugati sarkában elterülő Ciprus-dombság és a Killdeer Badlands (Grasslands Nemzeti Park) Saskatchewan két azon területe, amelyek a legutóbbi jégkorszakban nem jegesedtek el. Legmagasabb pontja (1468 méter) a Ciprus-dombságban van, a legalacsonyabb (az Atapaszka-tó déli partja) 213 méteren. Négy fő vízgyűjtőjének vize a Jeges-tengerbe, a Hudson-öbölbe, illetve a Mexikói-öbölbe ürül.

## Történelem
Noha európai eredetű prémvadászok már évszázadok óta jártak errefelé, a területet csak az 1850-es, 1860-as évek tudományos expedíció tárták fel. 1870-ben lett hivatalosan Kanada része. 1874-ben alapították az Északnyugati Lovasrendőrséget, amelynek fontos szerepe volt a kormány hatalmának biztosításában. Európai származású emberek első településeiket az 1880-as években alapították a Canadian Pacific Railway építéséhez. A kanadai kormány a vasúttal megközelíthetővé vált vidékeken az indiánoktól elvett földön ingyen adott birtokot a letelepedőknek. A telepesek beáramlása 1910-ben érte el csúcspontját. Saskatchewan tartományt 1905-ben alapították. Gazdasági életének legfontosabb ágazata azóta is a mezőgazdaság.

## Népesség

### Legnépesebb települések
| Kép       | Rang | Város            | Népesség | Rang | Város               | Népesség | Kép           |
| --------- | ---- | ---------------- | -------- | ---- | ------------------- | -------- | ------------- |
| Saskatoon | 1.   | Saskatoon        | 266 141  | 11.  | Estevan             | 10 851   | Prince Albert |
| Saskatoon | 2.   | Regina           | 226 404  | 12.  | Martensville        | 10 549   | Prince Albert |
| Saskatoon | 3.   | Prince Albert    | 37 756   | 13.  | Corman Park No. 344 | 8 909    | Prince Albert |
| Saskatoon | 4.   | Moose Jaw        | 33 665   | 14.  | Humboldt            | 6 033    | Prince Albert |
| Saskatoon | 5.   | Swift Current    | 16 750   | 15.  | Melfort             | 5 955    | Prince Albert |
| Regina    | 6.   | Yorkton          | 16 280   | 16.  | Meadow Lake         | 5 322    | Moose Jaw     |
| Regina    | 7.   | North Battleford | 13 836   | 17.  | Nipawin             | 4 570    | Moose Jaw     |
| Regina    | 8.   | Warman           | 12 419   | 18.  | Kindersley          | 4 567    | Moose Jaw     |
| Regina    | 9.   | Lloydminster     | 11 843   | 19.  | Melville            | 4 493    | Moose Jaw     |
| Regina    | 10.  | Weyburn          | 11 019   | 20.  | Edenwold No. 158    | 4 466    | Moose Jaw     |

### Legnépesebb agglomerációk
| Agglomeráció                          | Népesség |
| ------------------------------------- | -------- |
| Saskatoon Census agglomeration area   | 317 480  |
| Regina Census agglomeration area      | 249 217  |
| Prince Albert Census agglomeration    | 45 718   |
| Lloydminster Census agglomeration     | 36 508   |
| Moose Jaw Census agglomeration        | 34 872   |
| Yorkton Census agglomeration          | 19 859   |
| North Battleford Census agglomeration | 19 374   |
| Swift Current Census agglomeration    | 18 745   |
| Estevan Census agglomeration          | 12 798   |
| Weyburn Census agglomeration          | 12 247   |

## Magyar vonatkozások
- A tartomány délkeleti részén Eszterházy Pál 1886-ban alapította meg az eredetileg Kaposvárnak nevezett települést, amit róla később Esterhazynak neveztek át.
- 1905 és 1914 között az öt bukovinai székely faluból közel 600 lakos kivándorolt Kanadába, és Saskatchewan tartományban telepedtek le. Megalapították Székelyföld községet, melynek mai neve Arbury, Punnichy és Regina városok közelében.[4]